# Giuseppe Momo
Giuseppe Momo (né le 7 décembre 1875 à Verceil et mort le 9 mai 1940 à Turin) est un ingénieur et architecte italien.
Actif dans les quarante premières années du XXe siècle, il réalise de nombreuses œuvres à Turin et dans le Piémont, mais surtout à Rome où, à la demande du pape Pie XI, il contribue à la transformation architecturale de la Cité du Vatican au lendemain des accords du Latran.
Il est notamment connu pour l'escalier de Bramante, le palais du Gouvernorat du Vatican ou encore la gare de la Cité du Vatican.

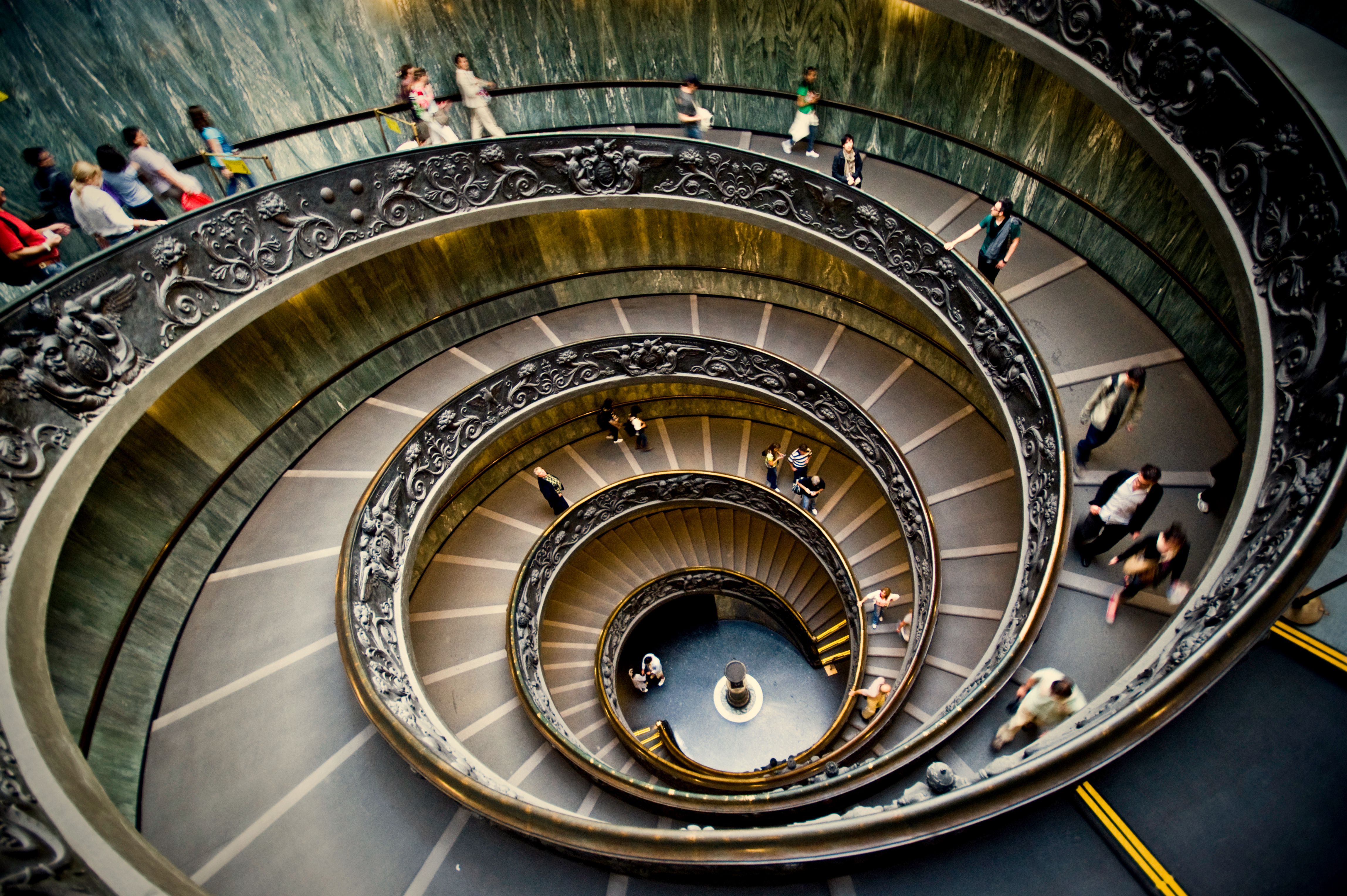
L'escalier de Bramante.
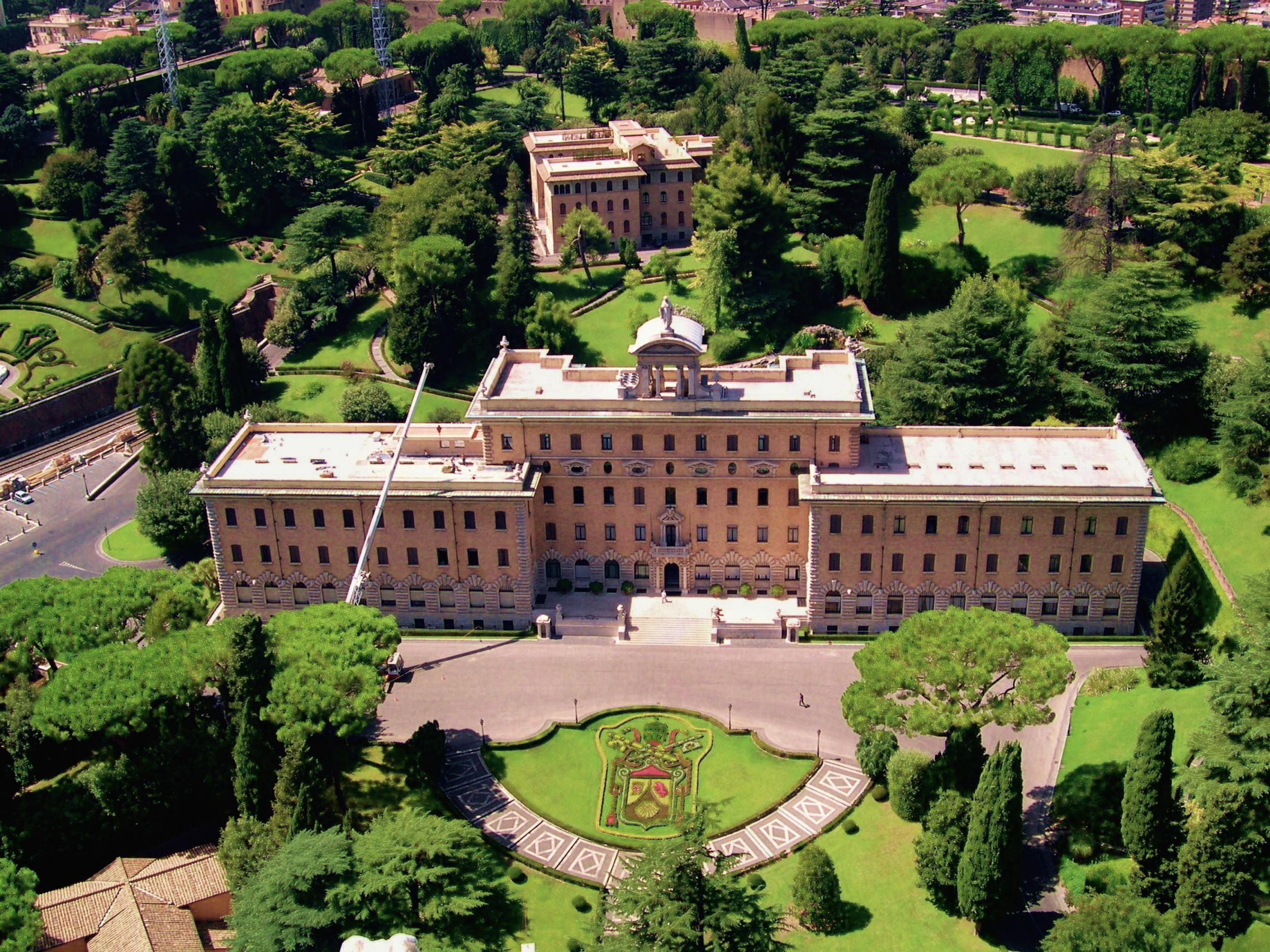
Le palais du Gouvernorat du Vatican.
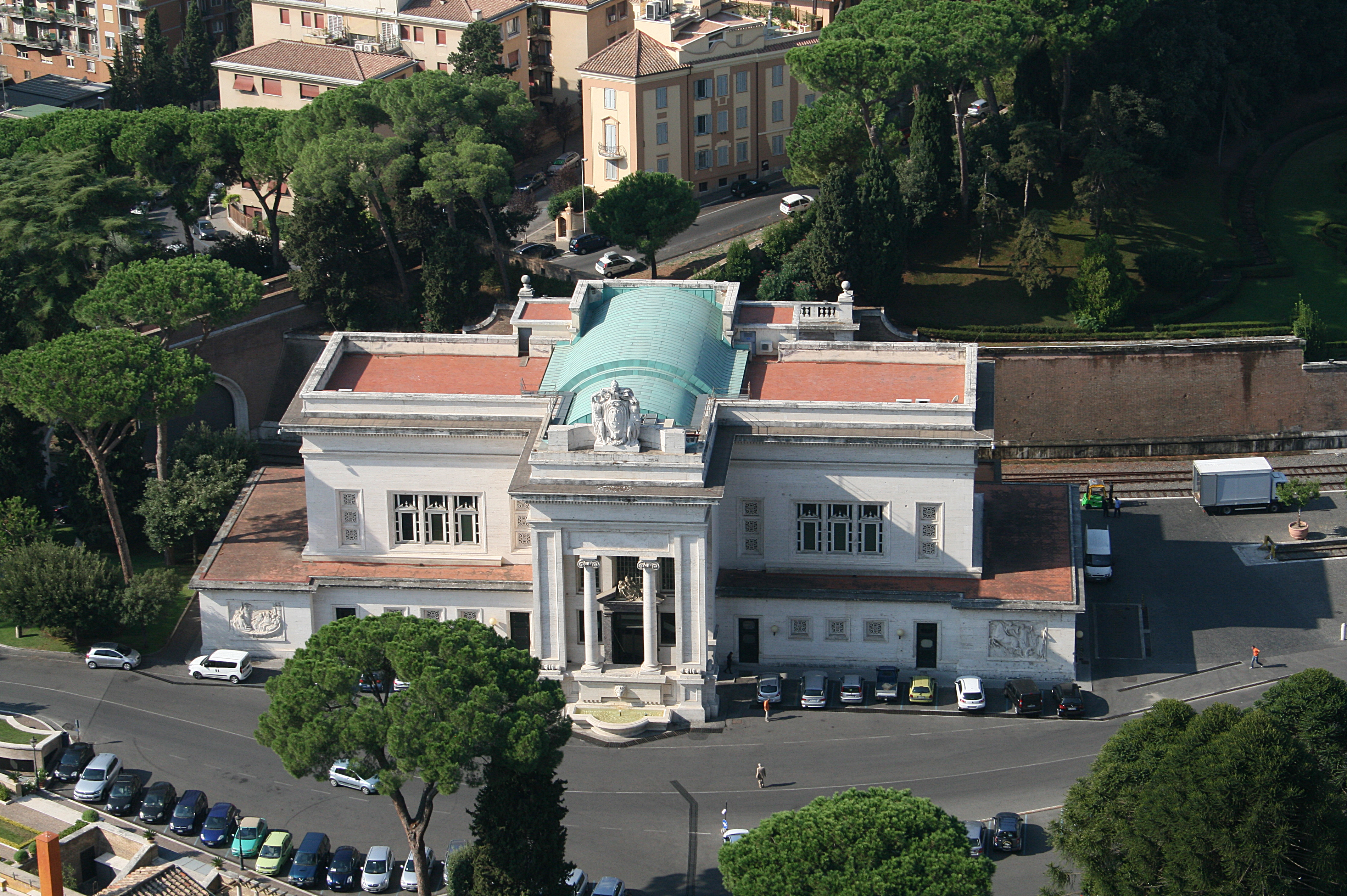
La gare de la Cité du Vatican.